# コロッケの唄
『コロッケの唄』（コロッケのうた）は、日本の流行歌。1917年（大正6年）のもの、1962年（昭和37年）のもの、2023年（令和5年）のものとがあり、本項で共に説明を行う。

## 概要
日本においてコロッケは、1872年（明治5年）にポテトコロッケが紹介されたのが記録上初めてで、1907年（明治40年）には青森駅のメニューに登場したという文献もあり、明治後期には日本全国に「コロッケ」は浸透していたものと推測される。名称が知られるようになったコロッケが爆発的にヒットして日本全国で食されるようになったのが、本曲（大正期の歌）のヒットによるものだとされる。
なお、スーパーマーケットの惣菜売り場で販促用に流れていることがある「ころころコロッケ」で始まる楽曲は『コロッケのうた』（作詞:礼空トオル、作曲:青木隆、歌唱:やよいちゃん）と、本項の楽曲とは異なる。

## 大正期の歌
1917年（大正6年）発表の楽曲。作詞は益田太郎冠者、作曲者は不明だが「外国曲」とされる。歌詞は10番まである。
浅草オペラの時代、帝国劇場で公演されたオペレッタ『ドッチャダンネ』において、たいこ持ちの男芸者・花丸（演:澤村宗十郎）が歌う劇中歌「コロッケー」として披露されオペラともども人気となった。後年、日本館で公演されたオペレッタ『カフェーの夜』で「コロッケの唄」として再使用され、こちらもヒットする。「コロッケの唄」は佐々紅華が編曲を行い、リズムなどがやや異なる。『カフェーの夜』では天野喜久代が劇中で歌っている。
『ドッチャダンネ』は1920年5月、1925年5月と再演されている。日本のラジオ放送が始まったのが1925年7月であり、マスコミも発達していない当時に、どのように『コロッケの唄』が知られていったのかは不明ではあるが、これらの公演が要因となったのは間違いない。1927年（昭和2年）12月20日刊行の『娯楽大全』（中内蝶二編纂、誠文堂）には全国津々浦々まで行き渡っている“けふもコロッケ”と本曲を紹介し、宴会かくし芸の踊りとして本曲の振り付けが「喜歌劇コロッケー」として紹介されており、昭和2年には日本全国に知れ渡っている状態であったと推定される。
本曲の音階構成は長音階（+1箇所#ソ）といういわゆる「西洋的なメロディー」であり、料理だけではなく音楽の面でも西洋的なものが日本大衆に受け入れられていた時代の証左ととらえることができる。
なお、この時期のコロッケは、トンカツやステーキよりも高額な高級料理であり、『カフェーの夜』の劇中でも言及されている。安価な惣菜のイメージがある昭和期の歌以降とはニュアンスが異なってくる。
結婚して嬉しかったが、妻が作る料理は（高級料理の）コロッケばかりが連日続き、毎日では飽きてくるといった内容。2番以降の内容は異なる。

## 昭和期の歌
1962年（昭和37年）に、浜口庫之助作詞作曲、五月みどり歌唱で、リメイクされた。
B面は「落第小唄」（作詞作曲:浜口庫之助）。
「今日もコロッケ」といった大正期の歌詞と共通の歌詞もある。

### 平成期の歌
2003年（平成15年）に歌詞の一部を変更し、再リリースされた。歌唱は同じく五月みどり。
c/wは「女の旅情」（作詞:五月みどり、作曲:桧原さとし）。

## 令和期の歌
2023年（令和5年）に杵屋佐喜の長唄新曲として配信リリースされた。作詞・作曲は杵屋佐喜、編曲は的場英也。
大名からコロッケを作るよう命じられた太郎冠者がコロッケを作る様子を、長唄のもつポップな要素を全面に出し、ダンスナンバーとしても楽しめるような楽曲となっている。
製作にあたって杵屋は日本における洋食の歴史を調べ、上述の大正期の曲が大流行した当時の様子や、作者の想いに触れることができたと語っている。